# 二輪草 (川中美幸の曲)
「二輪草」（にりんそう）は、1998年1月1日に発売された川中美幸の42枚目のシングル。
同年9月23日には弦哲也とのデュエット版が、2006年4月26日には「君影草〜すずらん〜」とのカップリング盤が発売された。

## 解説
水木かおるの作詞、弦哲也の作曲によるコンセプト・アルバム『四季彩花』の先行シングルとして発売された。
当時、ニューミュージック系の楽曲を発表していた川中は、当初は今さら「ふたり酒」の平成版のような曲を出すことに大きな抵抗があったという。
発売当初から予想以上の売れ行きを見せ、発売元のテイチクには追加注文が連日数千枚単位で来るほどであった。『第49回NHK紅白歌合戦』に本楽曲で出場後、さらに売れ行きを伸ばし、出荷枚数100万枚のヒット。100万枚を突破したのは1999年6月である。
第40回日本レコード大賞で優秀作品賞、並びに編曲賞を受賞した。
本楽曲で、同年『第49回NHK紅白歌合戦』に出場。また、2005年の第56回、2008年の第59回、2010年の第61回、2011年の第62回にも同曲で出場した。第56回で行われた「スキウタ〜紅白みんなでアンケート〜」では、紅組の75位にランクインした。
二輪草が東京都板橋区の区花である縁から、同区の「にりんそう公園」に本曲の歌碑が建立された。
1998年度の有線ランキングでは最多リクエスト賞（年間1位）を獲得した。

## 収録曲
1. 二輪草（4分21秒）
作詞：水木かおる／作曲：弦哲也／編曲：前田俊明
2. 二輪草（オリジナルカラオケ）
3. 伊豆夜情（5分7秒）
作詞：水木かおる／作曲：弦哲也／編曲：馬場良
4. 伊豆夜情（オリジナルカラオケ）

## 主な収録アルバム
- オリジナル『四季彩花』（1998年2月21日／TECE-39069〜70）
- ベスト『二輪草 川中美幸しあわせ演歌』（1998年7月23日／TECE-29085）
- ベスト『出張物語 川中美幸 魅惑のデュエット曲集』（2000年11月22日／TECE-30203） ※デュエット版
- ベスト『心をこめて…25年 川中美幸大全集』（2001年6月21日／TECE-39220〜1）
- ベスト『美幸のにっぽん歌めぐり』（2003年8月21日／TECE-30408）
- ベスト『四季詩情』（2004年5月26日／TECE-30469）
- 弦哲也ベスト『弦点回帰』（2005年3月24日／TECE-30540） ※デュエット版
- ベスト『うすゆき草 川中美幸しあわせ演歌』（2005年7月1日／TECE-29581）
- ベスト『川中美幸30周年記念名曲集 心をこめて…30年』（2006年7月1日／TECE-50641〜2）

## カバー
- 石原詢子（1998年のアルバム『石原詢子 ヒット全曲集'99』、2014年のCD-BOX『石原詢子 時代のうた』収録）